# Mecodema crenicolle
Mecodema crenicolle es una especie de escarabajo del género Mecodema, familia Carabidae. Fue descrita científicamente por Castelnau en 1867.
Esta especie se encuentra en Nueva Zelanda.
Es un escarabajo terrestre mediano-grande con una longitud de 22–29 mm.